# 덴덴
덴덴(일본어: でんでん, 1950년 1월 23일 ~)는 일본의 배우이다. 본명은 오가타 요시히로(일본어: 緒方 義博)로, 후쿠오카현 지쿠시노시 출신이며, 소속사는 알파 에이전시이다.

## 수상
2011년
- 제36회 호치 영화상 - 남우조연상 (《차가운 열대어》)[1]

2012년
- 제85회 키네마 준보 베스트 10 - 남우조연상 (《차가운 열대어》)[2]
- 제66회 마이니치 영화 콩쿠르 - 남우조연상 (《차가운 열대어》)[3]
- 제35회 일본 아카데미상 - 최우수 남우조연상 (《차가운 열대어》)[4]

## 출연 작품

### 드라마
닛폰 TV
- 2009년 《신의 물방울》
- 2011년 《행복의 노란 손수건》
- 2011년 《QP》

TBS
- 1999년 《케이조쿠》
- 2001년 《한도쿠!!!》
- 2002년 《꿈의 캘리포니아》
- 2005년 《지금, 만나러 갑니다》
- 2007년 《특급 다나카 3호》
- 2009년 《심야식당》
- 2011년 《겨울의 벚꽃》
- 2012년 《운명의 인간》
- 2012년 《SPEC: 상》

후지 TV
- 2000년 《하나무라 다이스케》
- 2003년 《구니미쓰의 정치》
- 2007년 《소에게 소원을》
- 2007년 《갈릴레오》
- 2010년 《프리터, 집을 사다》
- 2011년 《그래도, 살아간다》
- 2012년 《37세에 의사가 된 나》

TV 아사히
- 2001년 《기쿠지로와 사키》
- 2003년 《트릭》
- 2005년 《파트너》
- 2007년 《몹걸》
- 2012년 《망상수사: 구와가타 고이치 준교수의 스타일리시한 생활》

TV 도쿄
- 1998년 《나나세 다시 한 번》
- 2009년 《수증기 스나이퍼》
- 2010년 《모테키》
- 2011년 《스즈키 선생》

### 영화
- 1999년 《노래자랑》
- 2000년 《주온》
- 2000년 《유레카》
- 2001년 《붉은 다리 아래 따뜻한 물》
- 2003년 《안녕, 쿠로》
- 2004년 《피칸치 더블》
- 2006년 《눈에게 바라는 것》
- 2006년 《마츠가네 난사사건》
- 2007년 《도로로》
- 2007년 《박치기! 러브 앤 피스》
- 2007년 《새드 베케이션》
- 2008년 《클라이머즈 하이》
- 2009년 《확실히 전해》
- 2010년 《보이즈 온 더 런》
- 2010년 《골든 슬럼버》
- 2010년 《고고한 메스》
- 2010년 《악인》
- 2011년 《차가운 열대어》
- 2011년 《오시카 마을 소동기》
- 2011년 《신의 카르테》
- 2011년 《모테키》
- 2012년 《두더지》
- 2012년 《SPEC: 천》
- 2019년 《사랑 없는 숲》
- 2019년 《블루 아워》 - 스바다 고이치 역
- 2019년 《블랙교칙》
- 2020년 《한번 죽어 봤다》 - 라면가게 주인 역
- 2022년 《한 남자》 - 코스케 역
- 2023년 《미스터리라 하지 말지어다》 - 시바 카즈미 역
- 2023년 《유토리입니다만 무슨 문제 있습니까 인터내셔널》
- 2024년 《퍼레이드》